# おっと!モモンガ
おっと!モモンガは、かつてラジオ大阪で放送されていた若者向けの夜のワイドラジオ番組。放送時間は月曜日から金曜日の22:00～24:00。

## 概要
1985年4月に放送開始。当初は『OBCヤングラジオ』路線のようなトーク中心の内容で、お色気も売り物という構成の番組だった。中でも話題になったのは、太平サブロー・シローの火曜日に放送されていたコーナー、「裕美のジャンケン五番勝負」で、この番組の出演者の「裕美」とリスナーとが電話でじゃんけんを行い、裕美が負けたらその場でどんどん服を脱いでいくというもので、パンティーまで脱いで全裸になったこともあり、それが話題となって写真週刊誌『FRIDAY』まで取材に来るなど、当時の雑誌、グラビア誌などでも話題になった。
約6か月後の1985年10月7日から番組をリニューアルし、タイトルも『おっと!モモンガPart2 おもしろREVOLUTION』（ - パートツー - レボリューション）と改め、パーソナリティも大幅に交替、内容もそれまでのトーク中心から音楽重視の構成になった。
途中、『ライオンミュージックビレッジ おねがい!チェッカーズ』（ニッポン放送制作、23:03 - 23:17）、『桃子ぽいね』（文化放送制作、23:40 - 23:50）を内包して放送していた。

## パーソナリティ

### 1985年4月～1985年10月
- 月曜日：横山ノック、桂小つぶ、桂小枝 - 主なコーナーに『ヤングかけこみ寺』など。
- 火曜日：太平サブロー・シロー
- 水曜日：横山プリン、中井雅之（当時、ラジオ大阪アナウンサー）- 主なコーナーに『うわさのニューアイドル』など。
- 木曜日：劇団そとばこまち（はりけーんばんび（川下大洋）、小松純也（現・フリーテレビプロデューサー）、上海太郎、佐藤心、山崎和佳奈、橋野リコなど）- 主なコーナーに『ギャグ連発の標準問題集』、『ダンシングなんでも相談』、ラジオドラマ『明日にむかってすべれ』など。
- 金曜日：笑福亭鶴光と鶴光軍団（笑福亭学光など）- 道頓堀の戎橋のラーメン屋台からなど、スタジオと街中とを中継で結んで放送を行っていた。金曜日のみ？かは不明だが、「おっと!モモンガ(の後に続けて)鶴光軍団、あ、あんた日本一や～！」とコールされていた。[1]

### 1985年10月～1986年5月（Part2）
- 月曜日：上海太郎（劇団そとばこまち3代目座長）
- 火曜日：太平サブロー・シロー
- 水曜日：ハイヒール、中井雅之 - 後番組『OBCブンブンリクエスト』でもパーソナリティを務める（ハイヒールはモモコのみ木曜担当、中井は金曜担当）
- 木曜日：キッチュ（現・松尾貴史）
- 金曜日：ダウンタウン・岡けん太（おかけんた・ゆうた）